# Elena Luzzatto
Elena Luzzatto, auch Elena Luzzatto Valentini, (* 30. Oktober 1900 in Ancona; † 4. November 1983 in Rom) war eine italienische Architektin. Sie war eine Pionierin des Rationalismus in Italien.

## Leben und Wirken
Elena Luzzatto wurde als Tochter eines jüdischen Eisenbahningenieurs und einer katholischen Mutter in Ascona geboren. 1921 siedelte sie nach Rom über, wo sie ein Architekturstudium an der 1919 von Gustavo Giovannoni gegründeten Real Escuela Superior de Arquitectura de Roma begann. Den Studiengang Architektur schloss sie 1925 als erste Italienerin mit einem Diplom ab. Ihre Abschlussarbeit war ein Entwurf für ein Sanatorium in Como.
Ungewöhnlich war, dass Elenas Mutter Annarella Luzzatto Gabrielli sich gleichfalls als Architektin ausbilden ließ. Zwei Jahre nach der Tochter machte sie ihr Diplom und übernahm staatliche Bauprojekte. Sie entwarf Gebäude und Kirchen, aber auch Inneneinrichtungen und Möbel und gewann zwei Preise beim internationalen Wettbewerb für sakrale Kunst in Padua. Sie realisierte eine Kirche in Messina, ein „Casa per le Piccole Italiane“ (Versammlungshaus für die faschistische Jugendorganisation der mittelalten Mädchen) sowie einen Kindergarten, der in den 1930er Jahren an der Mailänder Triennale ausgestellt wurde.
1926 startete Elena Luzzatto beim Ufficio di Progettazione del Governatorato di Roma, dem städtischen Planungsbüros der Stadt Rom, in die Berufstätigkeit und wirkte hier bis 1958. Gleichzeitig war sie bis 1934 Assistentin am Lehrstuhl von Vincenzo Fasolo, Professor für Zeichnen und Architekturhistoriker an der Fakultät für Ingenieurwissenschaften.
In den 1920er und 1930er Jahren war sie Preisträgerin zahlreicher Architekturwettbewerbe. 1928 entwarf sie eine Villa in Ostia Lido für den faschistischen Führer Giuseppe Bottai. Ostia wurde damals als Naherholungsbereich ausgebaut und verband die Stadt Rom durch Bahn- und Autobahnanbindung bis an das Tyrrhenische Meer. Dort planten in den späten 1920er Jahren auch Architekten wie Luigi Moretti oder Giuseppe Capponi, die noch einer historistischen Architektursprache anhingen. Luzzattos unausgeführtes Projekt präsentierte einen rationalistischen Entwurf mit gerundeten Architekturelementen und Rohrgeländern, der nautisch anmutete. Mit der zwanzig Jahre älteren Ingenieurin Maria Casoni-Bortolotti gewann sie 1932 den Ex-aequo-Preis bei einem Wettbewerb für den Bau einer Villenanlage in Ostia. Im Feld der übrigen Teilnehmer befanden sich Architekten der italienischen Moderne, wie Adalberto Libera. Die Anlage wurde nie realisiert.
Luzzatto kooperierte während der Zeit des Faschismus auch mit ihrem Mann, dem Ingenieur Felice Romoli, den sie mit 36 Jahren heiratete. Zu ihren Projektpartnerinnen gehörte auch die Landschaftsarchitektin Maria Teresa Parpagliolo Shepard, mit der sie auch privat befreundet war.
Luzzatto entwarf öffentliche Bauten und Anlagen wie Bahnhöfe, Sanatorien und Krankenhäuser, Kirchen, Schulgebäude, Friedhöfe, Märkte und Geschäftsgebäude. 1932 erhielt sie bei einer Ausschreibung der Unione Agricola Coloniale die höchste Auszeichnung für Wohn- und Landwirtschaftsbauten in Genale (Somalia). Sie wurde eingeladen, mit Typenbauten für Sozialwohnungen und Sanatorien an der V. Mailänder Triennale teilzunehmen (1933). Es folgten Planungen für ein Krankenhaus in Bozen (1934) und für Wohnappartements in der Viale Romania im römischen Stadtteil Parioli (1937). Sie realisierte Villen in Bracciano und Taormina.

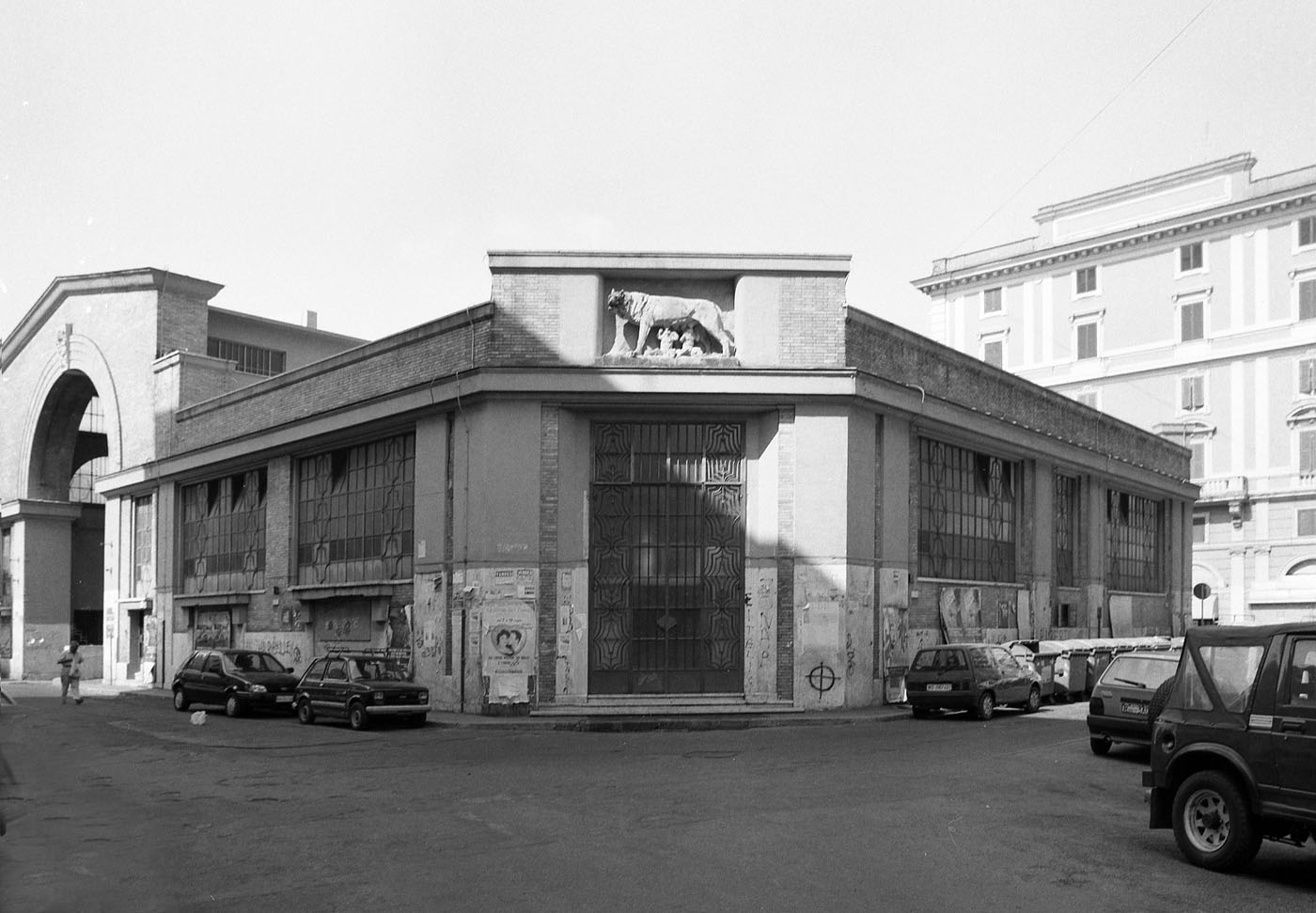
Mercato coperto (Markthalle, Foto 1998)

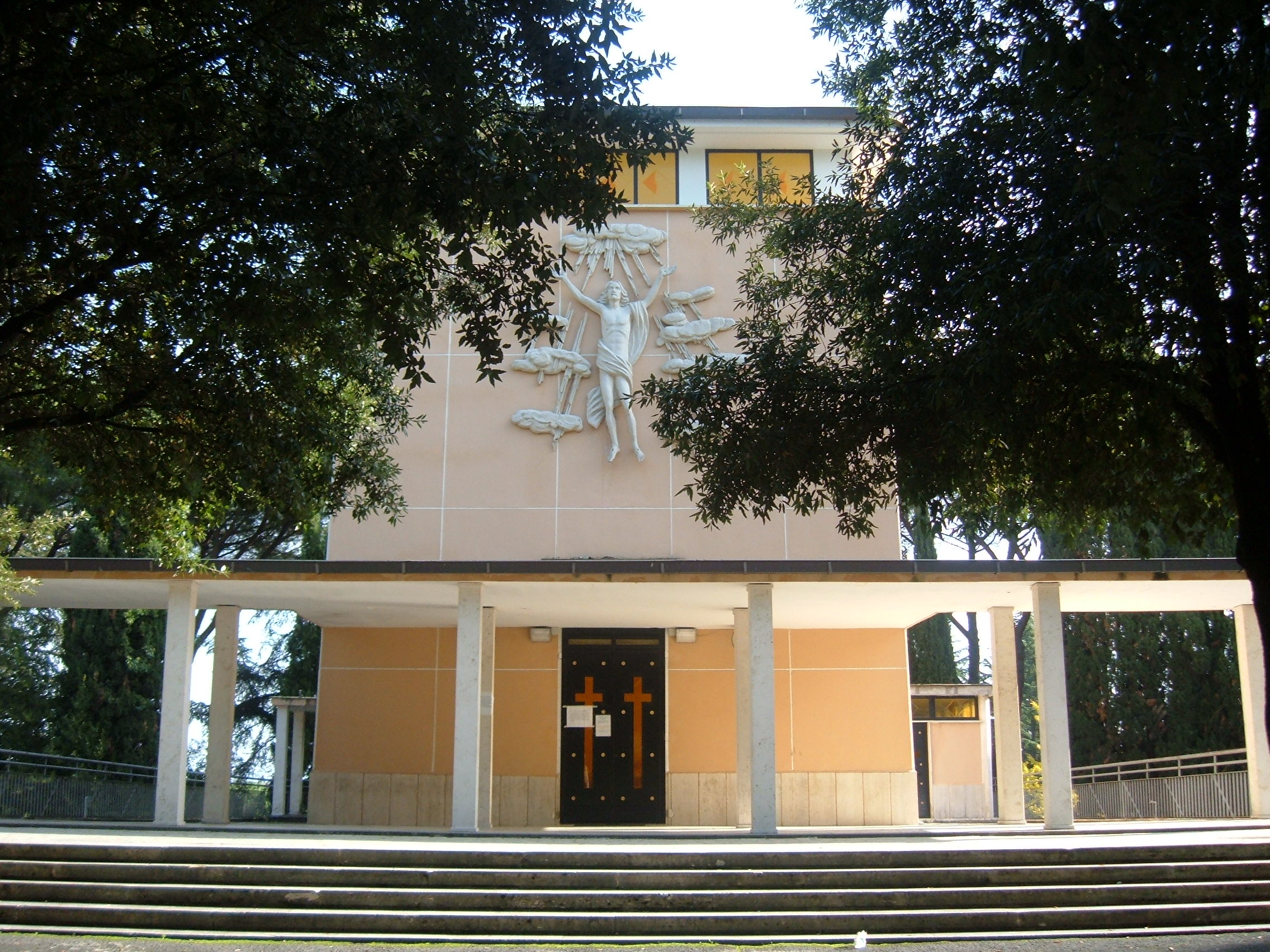
San Michele arcangelo, Capilla del cementerio de Prima Porta, Roma, Elena Luzzatto 1950 (Foto 2010)

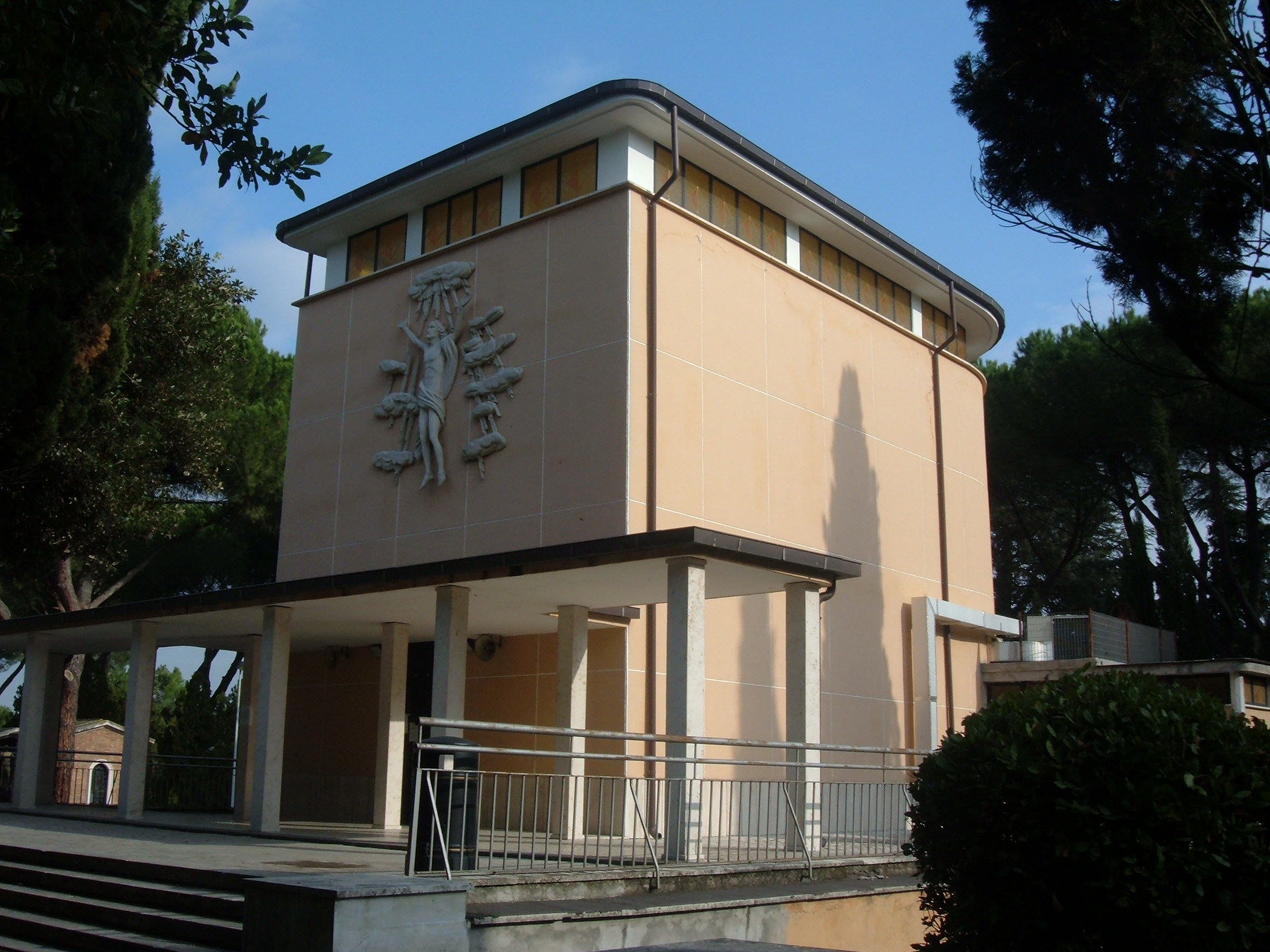
San Michele arcangelo, Capilla del cementerio de Prima Porta, Roma, Elena Luzzatto 1950 (Foto 2010)

Zu den umgesetzten Projekten zählt die noch heute im Betrieb befindliche, restaurierte Markthalle auf der Piazza Principe di Napoli (heute Piazza Alessandria) in Rom (1935). Sie interpretierte den antiken römischen Markt neu: Als monumentale Stahlbetonkonstruktionen mit großen Industriefenstern und dem Relief der „Lupa Capitolina“, ein Beitrag zur faschistischen Öffentlichkeitsarchitektur. Sie gestaltete den Cimitero Flaminio (Rom, 1941) nach einem Wettbewerbsgewinn sowie den französischen Soldatenfriedhof in Monte Mario (Rom, 1945) und ließ Arbeiten an der Villa Chigi (Rom, 1950) ausführen. Der Primavalle-Markt (Rom, 1950) ist ein Werk des italienischen Rationalismus. Es ist eines der bekanntesten Werke von Elena Luzzatto. Die Tragstruktur besteht aus Stahlbeton und hat Bögen aus Stahlbeton, die die Überdachung tragen. Das Licht kommt aus großen Fenstern, die sich über den gesamten oberen Bereich verteilen.
In der Nachkriegszeit (1958–1964) leitete sie im Auftrag des Instituts INA-Casa öffentliche Wohnungsbauprojekte in den Abruzzen, Sizilien, Sardinien und Apulien. Im Laufe ihrer Karriere realisierte sie nachgewiesenermaßen mehr als 40 Gebäude und gewann mindestens 12 Wettbewerbe. Bis zu ihrem 77. Lebensjahr betrieb Luzzatto ein eigenes Architekturbüro. Nach den 1950er Jahren war sie eine der wenigen italienischen Architektinnen, deren Arbeiten in nationalen Ausstellungen gezeigt wurden.
Elena Luzzatto starb mit 83 Jahren. Die Architektin Monica Prencipe entdeckte 2016 bei Nachfahren in Ancona ihr Privatarchiv. Die Architekturhistorikerin Katrin Albrecht, Professorin an der Ostschweizer Fachhochschule, sammelt Material für eine Studie zu Luzzatto.